# Lykens, Pennsylvania
Lykens là một thị trấn thuộc quận Dauphin, tiểu bang Pennsylvania, Hoa Kỳ. Năm 2010, dân số của thị trấn này là 1779 người.